# Hambleton, Selby
Hambleton är en ort i Storbritannien.   Den ligger i grevskapet North Yorkshire och riksdelen England, i den centrala delen av landet, 260 km norr om huvudstaden London. Hambleton ligger 13 meter över havet och antalet invånare är 1 749.
Terrängen runt Hambleton är platt, och sluttar österut. Runt Hambleton är det ganska tätbefolkat, med 120 invånare per kvadratkilometer. Närmaste större samhälle är Castleford, 13,6 km väster om Hambleton. Trakten runt Hambleton består till största delen av jordbruksmark.